# Требуксієфіцієві
Требуксієфіцієві (Trebouxiophyceae) — клас зелених водоростей (Chlorophyta). До цього класу переважно належать наземні аерофітні види. Серед них велика кількість таких, що вступають у симбіоз з іншими рослинами та грибами.